# 1992年ミラノ・トリエンナーレ
第18回ミラノ・トリエンナーレ (XVIII Triennal of Milan) は、1992年2月6日から5月3日までイタリアのミラノで開催されたトリエンナーレであり、博覧会国際事務局から認定された国際博覧会（特別博）である。テーマは「Life between Things and Nature (ecological intention and challenge)」。会期中6万人が来場した。